# Joan Dessí i Queixalós
Joan Dessí i Queixalós (Tortosa, Baix Ebre, 1549- desembre de 1614), fou un pintor, presbiter i poeta.
Provenia d'una família de pintors, probablement originaris de l'Aragó, i que es van establir a la ciutat de Tortosa a principis del segle xvi. El taller de pintura de la família estava situat al carrer Taules Noves, i estava regentat pel mateix Joan i el seu germà Vicent. Segons sembla, fou el taller més important de la ciutat en la seva època, fins al punt que l'any 1610 Dessí fou anomenat tassador de les pintures de la capella del Palau de la Generaliat. Se sap poca cosa dels seus primers de vida. Sabem que l'any 1573 residia a València, on segurament s'hi hauria instal·lat per aprendre l'art pictòric. A partir del 1587, i ja com a religiós, obtingué el benifet de la capella de Sant Jaume de la Seu de Tortosa; i a partir del 1593 obtingué també el de la capella de l'Hospital de la Santa Creu. Va morir a Tortosa abans del 27 de desembre de 1614, data en què fou enterrat.

## Obres
En l'àmbit literari va participar en les honres fúnebres que es van celebrar a la ciutat per la mort del rei Felip II. És una obra col·lectiva de l'any 1598 titulada Muerte y Honras de la majestad del rey Philipe, hechas en la ciudad de Tortosa, on hi trobem poemes de diferents literats tortosins com ara Jeroni d'Heredia i Aduart, Duarte Dies i Melcior Figuerola, entre d'altres. L'obra fou redactada per Juan Suárez de Godoy, que llavors era lector de la Seu de Tortosa. Va participar també a algunes justes poètiques, com la de la canonització de sant Raimon de Penyafort celebrada a Barcelona l'any 1601.
La seva obra, però, més important i coneguda fou La divina semana: o siete dias de la creación del mundo en otava rima (Barcelona: Sebastià Matevad i Llorenç Deu, 1610). Es tracta d'una traducció en rima octava de l'obra La sepmaine (París, 1578), obra del cavaller occità Sal·lusti de Bartas. L'obra de Dessí és la primera traducció al castellà que es coneix. També es va traduir a l'anglès, danès, suec, alemany, llatí i italià.
Dessí és també l'autor de Canción a la devoción del padre mosén Francisco Jerónimo Simón, obra impresa a València per Juan Gutiérrez l'any 1612. Es tracta d'un plec solt dedicat al nou arquebisbe de València Isidoro Aliaga, antic bisbe de Tortosa.